# Gnathocera bonsi
Gnathocera bonsi är en skalbaggsart som beskrevs av Ruter 1991. Gnathocera bonsi ingår i släktet Gnathocera och familjen Cetoniidae. Inga underarter finns listade i Catalogue of Life.